# Carl Adolph Feilberg (læge)
|  | Ikke at forveksle med hans fætter Carl Adolph Feilberg (journalist) |
Carl Adolph Feilberg (født 1. oktober 1844 i Vester Vedsted ved Ribe, død 19. april 1937) var en dansk læge, titulær professor og dr. med.
Carl Adolph Feilberg var søn af præsten Nicolai Laurentius Feilberg (1806-1899) og hustru Conradine Antoinette Caroline Købke (1809-1856), en ældre søster til kunstmaleren Christen Købke. Feilberg blev student fra Odense Katedralskole 1863 og var frivillig i krigen i 1864, hvor han blev såret og taget til fange, læste derefter botanik og foretog botaniske rejser til Færøerne, Ostindien og Kina 1867-69, men skiftede siden spor og blev cand.med. i 1874 fra Københavns Universitet. Han var skibslæge på det tyske udvandrerskib til New Zealand Lammershagen i 1875 og skrev siden om sine oplevelser på denne tur. Efter kort tid på Frederiksberg Hospital var Feilberg fra 1876 læge og fra 1899 overlæge ved Øresundshospitalet. Han blev 1892 titulær professor og 1894 dr.phil. h. c. ved Københavns Universitet. Han blev Ridder af Dannebrog 1901, Dannebrogsmand 1914 og Kommandør af 2. grad 1927. 1916 gik han på pension. Han var bl.a. medlem af bestyrelsen for Finseninstituttet.

## Eksterne kilder og henvisninger
- Carl Adolph Feilberg på gravsted.dk
- Se også Salmonsens Leksikon bind VII, side 842.